# Charge de Pickett
Guerre de Sécession
La charge de Pickett (en anglais : Pickett's Charge) est l'assaut de l'infanterie confédérée contre la ligne de défense de l'Union le 3 juillet 1863, au troisième jour de la bataille de Gettysburg. Il est considéré aujourd'hui par les historiens comme une erreur stratégique majeure qui aurait pu être évitée car il a porté un grave préjudice à l'effort de guerre sudiste, les Confédérés ne s'étant jamais remis psychologiquement de cet échec cinglant.
Il est nommé en référence à George Pickett, l'un des trois généraux de division ayant mené l'assaut.
Après l'échec de l'offensive menée le jour précédent, Robert Lee est déterminé à frapper le centre des lignes de l'armée du Potomac. Mais son adversaire, le général George Meade, prévoit les intentions du général sudiste lors d'un conseil de guerre dans la nuit du 2 au 3 juillet.
L'assaut est précédé par un bombardement d'artillerie massif des Confédérés, dans le but d'affaiblir la ligne de défense de l'Union et d'endommager une partie de l'artillerie nordiste ; mais le bombardement se révèle en grande partie inefficace. Environ 12 500 hommes, répartis dans neuf brigades, se lancent ensuite à l'assaut des lignes adverses. Ils doivent d'abord traverser des champs à découvert et sont pris sous le feu nourri des fusils et des canons de l'Union. Une partie d'entre eux parvient à atteindre le mur de pierres derrière lequel les défenseurs nordistes tiennent leur ligne, mais ils sont repoussés. Les pertes sont très lourdes et contraignent Lee à abandonner le combat, faisant ainsi de la bataille de Gettysburg le principal tournant de la guerre de Sécession.

## Planification
La charge implique trois divisions confédérées commandées par les généraux George Pickett, James Johnston Pettigrew et Isaac R. Trimble. Deux brigades de la division du général Richard Heron Anderson sont chargées de soutenir l'attaque sur le flanc droit. Les hommes de Pickett sont essentiellement des virginiens, tandis que les autres divisions sont composées de soldats de Caroline du Nord, d'Alabama, du Tennessee et du Mississippi.
L'objectif de l'assaut est d'enfoncer le centre de l'armée du Potomac au niveau du IIe Corps unioniste commandé par le général Winfield Scott Hancock, dans le secteur défendu par la division du général John Gibbon. Celui-ci a été prévenu par le général Meade, au cours de la nuit, que Lee lancerait probablement une attaque contre ses positions. Sur son flanc droit (au nord) se trouvent des brigades de la division du général Alexander Hays et sur son flanc gauche (au sud) celles de la division du général Abner Doubleday. Le quartier général de Meade est situé juste derrière la ligne de défense, dans une petite maison appartenant à la veuve Lydia Leister.
Le lieu précis vers lequel les assaillants doivent converger fait controverse. Traditionnellement, Copse of trees sur Cemetery Ridge est décrit comme le repère visuel vers lequel les Confédérés doivent se diriger. Le film Gettysburg, par exemple, popularise cette version qui prend sa source dans les travaux menés par l'historien John B. Bachelder (en) dans les années 1880. Cependant, des études récentes penchent plutôt pour Ziegler's Grove sur Cemetery Hill, un taillis d'arbre plus visible et plus touffu que Copse of trees, situé à près de 275m au nord de celui-ci.
Bien que l'assaut soit aujourd'hui connu sous le nom de « charge de Pickett », c'est le général James Longstreet qui est chargé de le commander, George Pickett étant à la tête de la division qui doit mener l'attaque principale, de front, face à la ligne de l'armée de l'Union. Certains historiens ont utilisé le terme « assaut de Pickett-Pettigrew-Trimble » ou « assaut de Longstreet ».
L'assaut de l'infanterie est appuyé par une offensive de la cavalerie du général Jeb Stuart, que Lee a chargé de perturber l'arrière de l'armée de l'Union, pour empêcher les Nordistes de communiquer efficacement, puis, en cas de victoire, de les harceler pendant leur retraite.
Alors que Lee espérait lancer l'attaque dès l'aube, il faut toute la matinée pour organiser les troupes confédérées, notamment en raison de retards dans les ordres et d'incompréhensions, imputables en partie à Longstreet. Certains des contempteurs de Longstreet voient dans cette attitude la preuve qu'il a délibérément sabordé le plan de Lee. En raison de ce retard, les différents assauts que Lee avaient planifiés dans la journée pour empêcher Meade de concentrer ses forces sont désynchronisés. Ainsi, l'assaut mené par les troupes du général Edward Johnson sur Culp's Hill prend fin avant le début du barrage d'artillerie préalable à l'attaque de celles de Longstreet.

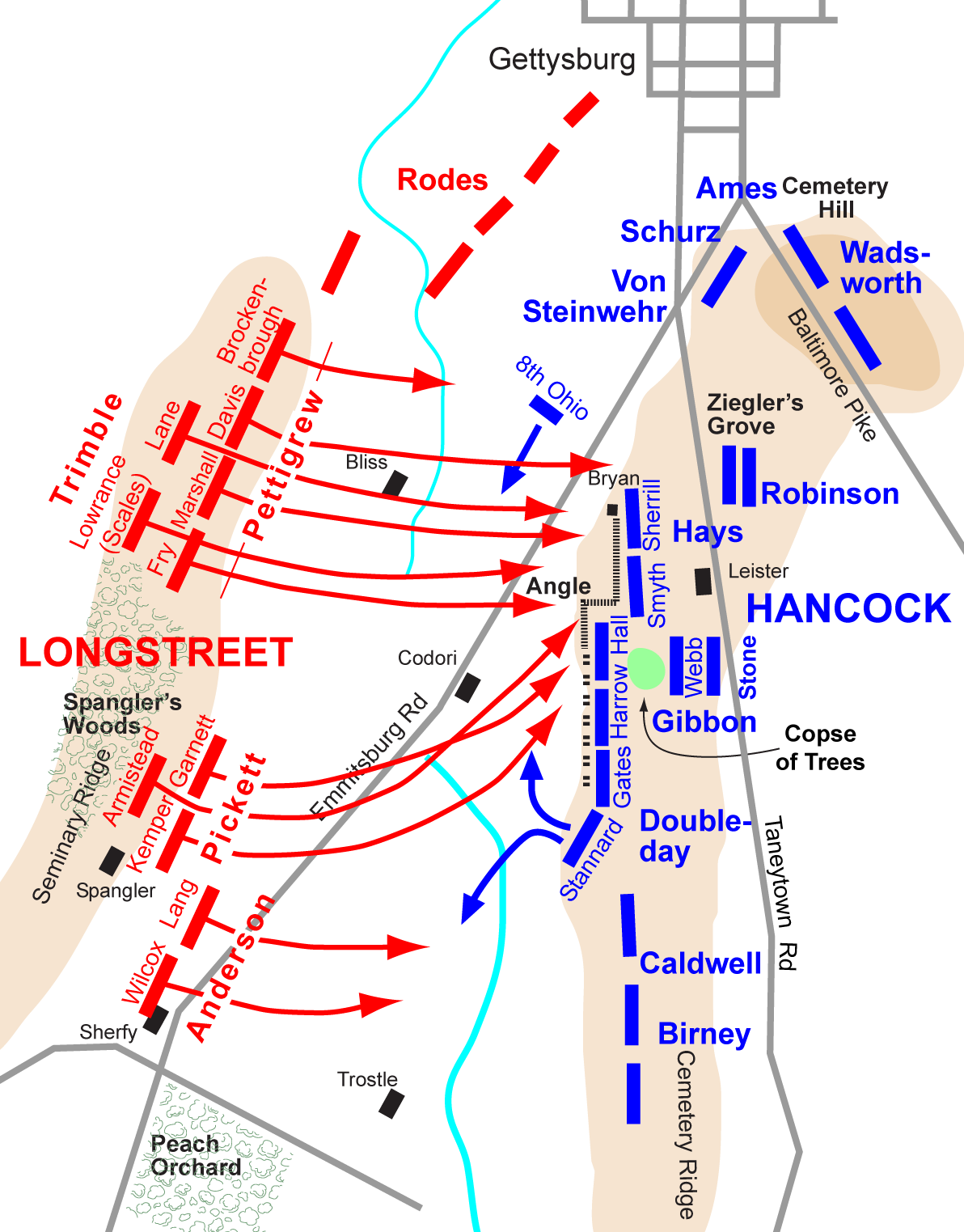
Charge de Pickett.

## Barrage d'artillerie

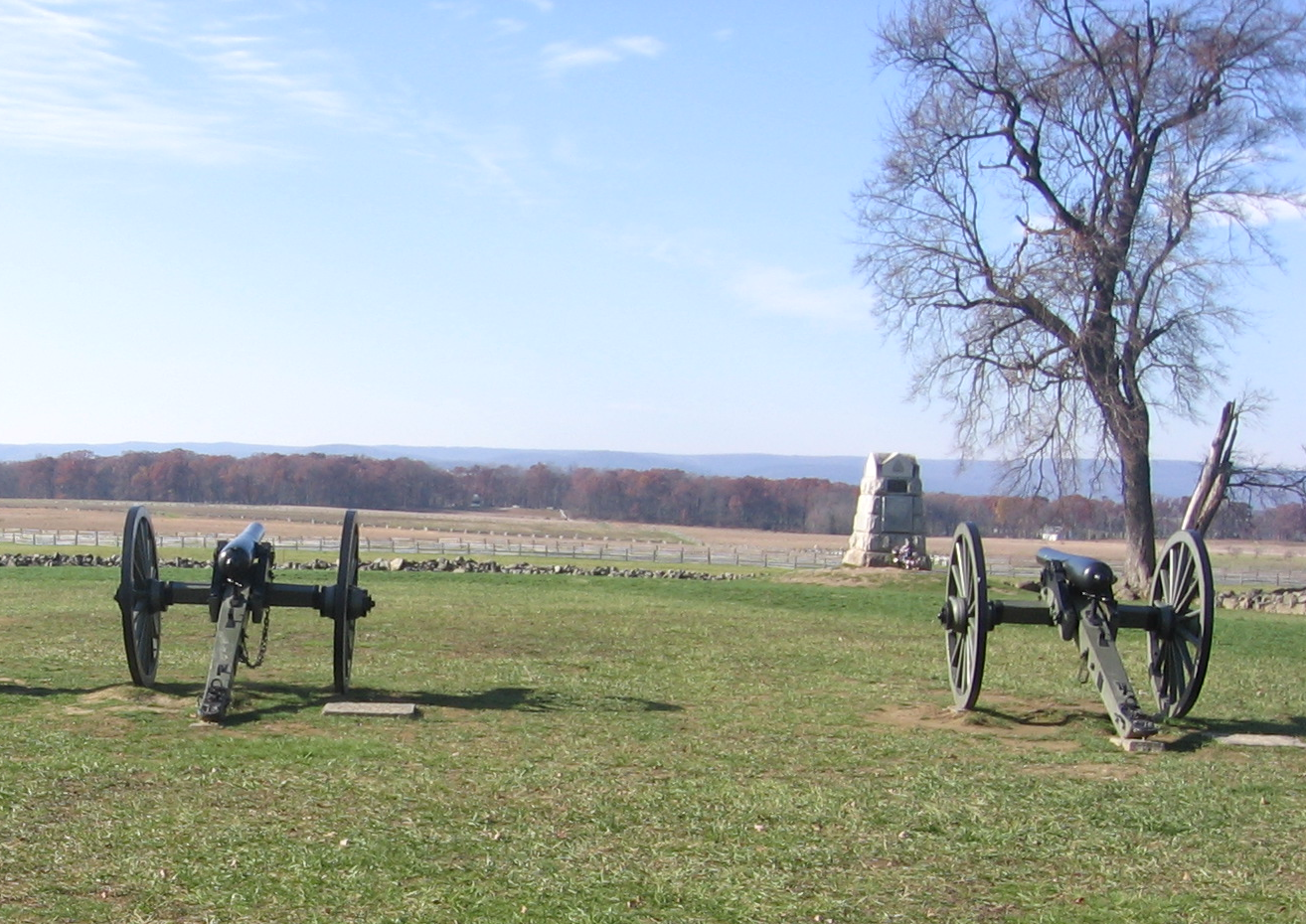
Canons situés à proximité de la ligne de défense de Hancock.

La charge de l'infanterie est précédée par un puissant barrage d'artillerie. Le général Lee espère que la canonnade endommagera l'artillerie de l'Union et démoralisera l'infanterie adverse. Mais le résultat atteint est médiocre. Le mauvais positionnement des pièces, causé par les mésententes entre le colonel Edward Porter Alexander et le général William N. Pendleton, ne permet pas de concentrer le feu des canons de manière efficace.
Le bombardement du 3 juillet est probablement le plus important de la guerre, impliquant jusqu'à 250 canons au total pendant près de deux heures à partir de 13h00. Entre 150 et 170 canons confédérés sont engagés sur une ligne de près de 3 km parallèlement à Emmitsburg Road.
Malgré son intensité, le bombardement est inefficace. Les obus tombent souvent derrière la ligne d'infanterie unioniste et la fumée dégagée par l'intensité de la canonnade gêne les artilleurs. Le général responsable de l'artillerie nordiste, Henry J. Hunt, n'a que 80 pièces pour répondre au feu sudiste. Il fait preuve d'intelligence en ne répondant pas immédiatement pour garder des munitions en réserve puis en faisant progressivement cesser le tir pour donner l'impression a Alexander qu'il est en train de réussir à détruire les canons nordistes. Peu avant la fin du bombardement, plus aucun canon nordiste n'ouvre le feu, Hunt ayant réussi à imposer son plan au général Hancock, qui souhaitait que l'artillerie de l'Union réponde avec plus de force aux Sudistes pour soutenir le moral de l'infanterie, et au général Meade, qui a été forcé de déplacer son quartier général de la maison Leister, plusieurs fois touchée, vers Powers Hill. Alexander, toujours incapable de se faire une idée précise de la situation à cause de la fumée, tombe dans le piège.
Alors même que le bombardement sudiste n'a pas atteint ses objectifs, le contre-feu nordiste cause des pertes significatives, avant même le début de la charge, aux troupes sudistes stationnées dans les bois de Seminary Ridge.
Longstreet, opposé à la charge, à laquelle il préfère un mouvement stratégique sur le flanc gauche de l'armée du Potomac, tergiverse et laisse de fait au jeune colonel Alexander la lourde responsabilité de décider du meilleur moment pour attaquer. Celui-ci fait finalement informer Pickett que son stock de munitions commence à baisser dangereusement et qu'il doit attaquer. Longstreet se contente de hocher la tête à contre-cœur lorsque Pickett lui demander l'autorisation de lancer la charge.

## Assaut de l'infanterie
Environ 12 500 hommes sont engagés dans l'assaut. Bien que le terme de « charge » soit employé, les Confédérés marchent au pas et ne commencent à courir qu'à environ 100 yards (un peu plus de 90 mètres) des lignes adverses. Sans compter les deux brigades d'Anderson qui ne font que soutenir l'assaut, les neuf brigades, supervisées par Pettigrew et Trimble à gauche et Pickett à droite, s'étirent sur une largeur d'environ un mile (1,6 km). Les soldats subissent un puissant tir d'artillerie tout au long de leur progression (environ un mile) à travers des champs, à découvert, bien que des variations de hauteur de terrain leur permettent de se dissimuler de temps à autre à la vue des canonniers de l'Union. Le flanc gauche est pris sous le feu des canons situés à Cemetery Hill, tandis que le flanc droit subit les tirs de ceux placés au nord de Little Round Top. Les soldats nordistes accompagnent la progression de leurs adversaires en criant « Fredericksburg ! Fredericksburg ! Fredericksburg ! » en référence à la bataille de Fredericksburg au cours de laquelle les Confédérés, solidement retranchés, avaient repoussé plusieurs vagues d'assaut en infligeant de lourdes pertes aux soldats de l'Union. Au moment où les premiers échanges de mousquet ont lieu, la ligne d'assaut confédérée ne s'étale plus que sur 800 mètres de large, les Confédérés ayant comblé les espaces laissés par les soldats touchés tout en cherchant à échapper aux tirs provenant de leurs flancs.
La brigade conduite par Brockenbrough, à l'extrémité gauche de la charge, est dévastée par les tirs d'artillerie en provenance de Cemetery Hill et par l'attaque inattendue du 8th Ohio Infantry (160 hommes, qui réussissent à la prendre de flanc). Démoralisés et paniqués, les soldats sudistes refluent vers la division de Trimble, dont ils gênent la progression tout en contribuant à affaiblir le moral des hommes qui la composent. Les soldats de l'Ohio poursuivent leur attaque en prenant de flanc la brigade de Davis, elle aussi soumise au feu nourri des canons de l'Union. Le flanc gauche de l'assaut sudiste ne parvient pas à dépasser Emmitsburg Road, à partir de laquelle ils sont soumis aux tirs des fusils des hommes de la division de Alexander Hays.
Les deux brigades de la division de Trimble, qui suivent les hommes de Pettigrew, ne progressent pas davantage. À cause d'ordres confus, Lane n'envoie qu'une partie de sa brigade au combat. Prise sous le feu du 8th Ohio et des hommes de Hays, elle ne peut même pas dépasser Emmitsburg Road. La brigade de Scales, conduite lors de l'assaut par le colonel William L. J. Lowrance, a perdu les deux tiers de ses hommes dans les combats du 1er juillet. Elle est également repoussée et Lowrance est blessé. Les soldats de l'Union ont également subi des pertes mais Hays a galvanisé ses hommes en allant d'un bout à l'autre de la ligne de défense (deux chevaux seront tués sous lui) tout au long de l'affrontement.
Sur le flanc droit, les trois brigades (celle de James L. Kemper à droite, celle de Richard B. Garnett à gauche et celle de Lewis A. Armistead juste derrière) de Pickett réussissent à franchir Emmitsburg Road et remontent vers le nord-est. Leur flanc droit est exposé aux tirs des hommes de Doubleday. La brigade de Stannard avance légèrement et prend de flanc la brigade de Kemper qui riposte. Le général Hancock, qui était resté à cheval en compagnie de ses hommes pendant tout le bombardement confédéré, et qui continuait à superviser ses troupes au plus près des combats, est blessé par une balle à la cuisse droite. Il refuse d'être évacué pendant tout le début des combats.

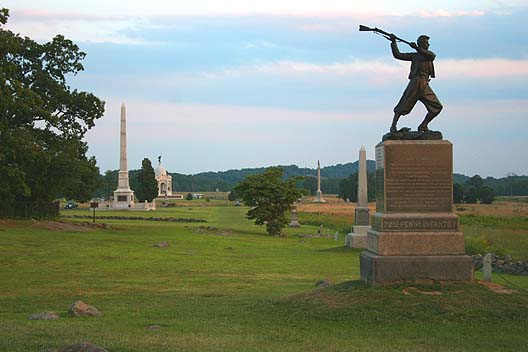
High Water Mark. Le monument au premier plan est dédié au 72nd Pennsylvania Infantry.

Pris sous le feu successif des brigades de Stannard, Harrow puis Hall, les hommes de Pickett atteignent finalement une interruption dans la continuité de la ligne de l'Union, une sorte de saillant formant un angle droit, appelé simplement par la suite l'« Angle ». Celui-ci est défendu par le général Alexander S. Webb qui dispose de quelques pièces d'artillerie. Mais sa puissance de feu est moindre que celle de Hays qui se trouve au nord de sa position, et il a nettement plus de difficultés à repousser l'assaut.
Deux brèches sont ouvertes dans la ligne de l'Union : le 71e Pennsylvanie est contraint de reculer au sud de Copse of Trees tandis que le 59th New York fait inexplicablement retraite vers l'arrière en laissant les cinq canons du capitaine Andrew Cowan sans soutien. Le chef d'artillerie Henry Hunt vient personnellement aider son subordonné en lui conseillant de faire tirer ses canons simultanément ce qui anéantit toute la première ligne d'assaut confédérée dans ce secteur. Le départ du 71e Pennsylvanie est plus préoccupant car seuls deux canons et 268 hommes du 69e Pennsylvanie restent pour s'opposer aux 2 500 à 3 000 hommes de Garnett et Armistead qui montent à l'assaut du mur de pierre derrière lequel les Nordistes sont retranchés. Les Irlandais qui composent le 69e résistent vaillamment lors d'un terrible corps à corps avant d'être soutenus par les zouaves du 72e Pennsylvanie qui réussissent à stabiliser la ligne de défense. Les Confédérés finissent par refluer.
L'assaut de l'infanterie a duré moins d'une heure. L'attaque des brigades de Wilcox et Lang sur le flanc droit n'a eu aucun effet. Leur avance a rapidement été bloquée par les canons situés à Little Round Top et par la brigade de Stannard, qui les a empêchées de rejoindre la division de Pickett.

## Conséquences
L'assaut est un bain de sang pour la Confédération. L'Union compte environ 1 500 morts et blessés alors que le taux de pertes des Confédérés est de plus de 50 %. La division de Pickett a perdu 2 655 hommes (498 morts, 1 476 blessés - dont 833 sont capturés, et 681 capturés indemnes). Celles de Pettigrew sont évaluées à 2 700 hommes (470 morts, 1 893 blessés et 337 capturés). Les deux brigades de Trimble ont perdu 885 hommes (155 morts, 650 blessés et 80 capturés) et celles d'Anderson environ 600. Le total des pertes est donc de plus de 6 500 hommes dont au moins 1 123 morts et plus de 4 000 blessés. Les rapports de l'Union font état de la capture d'environ 3 750 hommes, dont un grand nombre sont blessés.

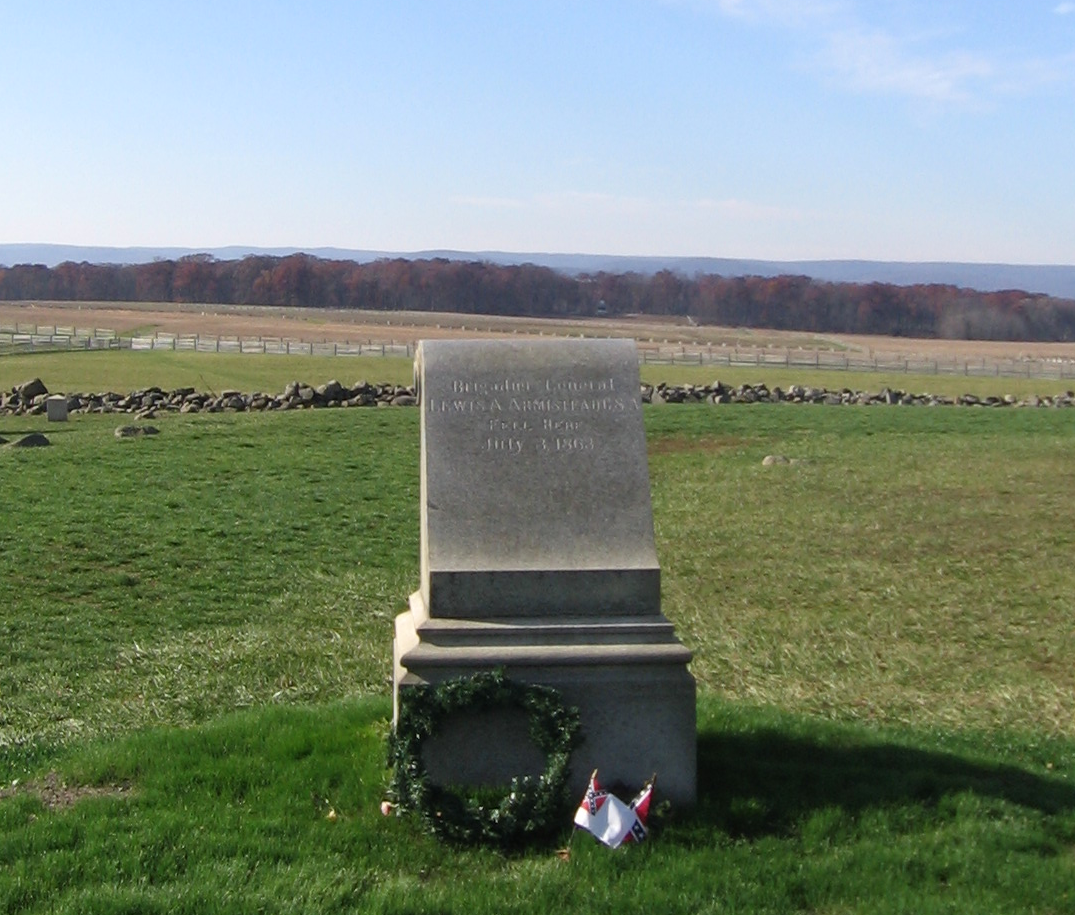
Ce monument marque approximativement le lieu où Armistead fut mortellement blessé. Le mur de pierre à l'arrière plan symbolise la ligne de défense de l'Union.

Les pertes sont également élevées au sein du commandement : aucun des trois commandants de brigade et des treize commandants de régiment de la division de Pickett ne reviennent indemnes de l'assaut. Kemper est sérieusement blessé et manque d'être capturé par des soldats de l'Union avant d'être ramené en arrière par ses hommes. Garnett, blessé à la jambe, a mené l'assaut monté sur son cheval, faisant de lui une cible de choix, et a été tué. Armistead, qui a galvanisé ses hommes pour tenter de briser la ligne adverse (des survivants rapportent qu'il a mené la partie finale de la charge après avoir planté son chapeau à la pointe de son épée), est le général confédéré qui a le plus progressé lors de l'assaut. Il est mortellement blessé près de l'Angle, à proximité de l'endroit connu de nos jours sous le nom de High Water Mark of the Confederacy. Par une cruelle ironie du destin, il est tué par les troupes placées sous le commandement de son ami Winfield Scott Hancock, qui a lui-même été blessé. Selon ses dernières volontés, le général Longstreet fera remettre la bible d'Armistead et d'autres effets personnels à la femme de Hancock, Almira. Trimble et Pettigrew sont les victimes de plus haut rang de l'assaut dans le camp confédéré : Trimble a perdu une jambe et Pettigrew a reçu une légère blessure à la main.
Les soldats confédérés se replient en désordre vers Seminary Ridge et Lee craint une contre-offensive de l'Union. Il tente de rallier et de réconforter les soldats en leur disant ainsi qu'au général Wilcox « Tout est de ma faute », afin de les convaincre qu'ils n'avaient rien à se reprocher et qu'il prenait la responsabilité de l'échec de l'assaut. Pickett est inconsolable et ne pardonnera jamais à Lee d'avoir ordonné cette attaque. Lorsque Lee lui ordonne de rassembler sa division pour la placer en position défensive, il aurait répondu « Général Lee, je n'ai plus de division ». Mais l'armée du Potomac est épuisée et Meade est satisfait d'avoir réussi à tenir sa position : il ne lance pas de contre-attaque. Le 4 juillet, les deux armées observent une trêve informelle pour ramasser leurs morts et leurs blessés. Lee se rend compte que le résultat de la charge ne lui permet plus de passer à l'offensive et prépare sa retraite. Le même jour, Ulysses S. Grant prend Vicksburg. La combinaison des deux événements est considérée comme le tournant de la guerre de Sécession.
Des journaux de Virginie saluent la division de Pickett (composée de Virginiens) qui a réussi la plus grande avancée, notamment en comparaison avec les troupes des autres États sudistes engagées dans l'assaut. Cette publicité joue un rôle majeur dans le nom donné par la suite à la charge, au grand déplaisir de Pickett. Sa position pendant l'assaut fait par la suite l'objet d'une controverse. Il est indemne alors que ses homologues, Trimble et Pettigrew, ont été blessés et que ses subordonnés directs, Kemper (blessé), Garnett et Armistead (tués) comptent également au nombre des victimes. Sa proximité avec le lieu du combat (et donc, implicitement, son courage) est mise en doute. Le film Gettysburg le montre à cheval près de Codori Farm le long de Emmitsburg Road, mais aucun fait historique ne le confirme. La doctrine militaire voulait que le commandant d'une division mène ses troupes depuis l'arrière tandis que les commandants de brigade devaient assurer la transmission de ses ordres au plus près du combat. Même si, dans les faits, plusieurs généraux de division transgressaient cette règle, il n'y aurait rien de déshonorant pour Pickett à l'avoir respectée.

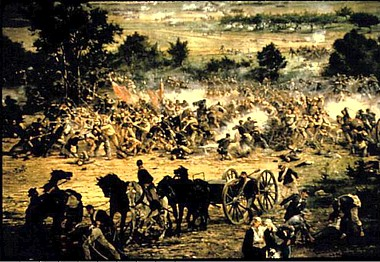
Une partie du cyclorama.

## De nos jours
La portion du champ de bataille où s'est déroulée la charge est l'une des zones les mieux entretenues. Un cyclorama peint par l'artiste français Paul Philippoteaux, intitulé La bataille de Gettysburg, représente la charge depuis la ligne de défense de l'Union sur Cemetery Ridge. Achevé en 1883, il a été restauré et est exposé dans le nouvel accueil des visiteurs du National Park Service depuis 2008.